# Pelagoniai csata
A pelagoniai csata 1259 szeptemberében zajlott le a Nikaiai Császárság és az Akháj Fejedelemség csapatai között Pelagonia síkságán, a mai görög–észak-macedón határvidéken. Döntő fontosságú esemény volt a Balkán és a Közel-Kelet történetében, ugyanis a latin keresztes állam legyőzésével lehetővé tette, hogy a nikaiaiak 1261-ben elfoglalják Konstantinápolyt, megdöntsék a Latin Császárságot és restaurálják a Bizánci Birodalmat.

## Előzmények
1258-ban elhunyt II. (Laszkarisz) Theodórosz nikaiai császár. A trónon a fiatal IV. Ióannész követte Mikhaél Palaiologosz régenssége alatt, akinek meggyőződése volt, hogy fel kell támasztania a Bizánci Birodalmat, és vissza kell szereznie minden, a negyedik keresztes hadjárat előtt birtokolt területét.
1259-ben II. (Villehardouin) Vilmos akháj fejedelem feleségül vette II. Mihály epiruszi uralkodó leányát, az Ágnesként is ismert Anna Komnéna Dukainát, így megszilárdította az Epiruszi Despotátus és az Akháj Fejedelemség Nikaia-ellenes szövetségét. Manfréd szicíliai királlyal is szövetkeztek, aki 400 lovagot küldött nekik segítségül.

## Az ütközet
1259-ben a nikaiai haderő betört Thesszáliába, és szeptemberben az egyesült epiruszi–akháj hadak északra indultak, hogy megütközzenek vele. A nikaiai hadvezér Theodórosz Dukasz szebasztokratór, II. Mihály despota fivére volt. A francia nyelvű Moreai krónika közlései szerint a nikaiai haderő színe-java felsorakozott török zsoldosok, 13000 magyar, 4000 szerb és bolgár, 2000 kun, illetve 300 német és kevés vlach katonával egyetemben. Az adatok szerint 27 lovashadosztály is tartozott a haderőhöz, azonban ez kevéssé valószínű – mint ahogy az adatok nagy része feltehetően túloz. Theodórosz a környékbeli parasztokat is csoportokba gyűjtötte, és a környező dombokra irányította őket, hogy a hadsereg részének tűnjenek.
Theodórosz ekkor egy hamis árulót küldött II. Vilmos táborába, aki eltúlozta a nikaiai haderő létszámát, és megfeddte II. Mihályt, amiért rokona ellen kívánt harcolni. A krónika (feltehetően hamis) állítása szerint Vilmos és Mihály seregében jelen volt 300 lovagja élén III. Ulrik, Karintia hercege, aki sikeresen meggyőzte az akháj hadakat, hogy ne dezertáljanak, azonban az epirusziak nagy része az éjszaka folyamán átállt az ellenséghez (Geórgiosz Pakhümerész krónikája szerint azért, mert Vilmos az éjszaka összeveszett Mihály törvénytelen fiával).
Másnap a Vilmost szolgáló németek megtámadták a nikaiai zászló alatt katonáskodó honfitársaikat. Az akháj lovasokat lenyilazták a magyar íjászok, és a Moreai krónika szerint a csatában a herceg is elhunyt (valójában III. Ulrik 1269-ig uralkodott tartománya élén) – a gyakorlatilag védtelenül maradt lovagok erre megadták magukat, a gyalogosok pedig elmenekültek. Maga II. Vilmos is kénytelen volt menekülőre fogni, ám egy közeli szénaboglya alatt megtalálták és elfogták. Theodórosz Dukasz a hadjárat főparancsnoka, Ióannész Palaiologosz (a nikaiai régens fivére) színe elé vitte a rabot, aki kénytelen volt több stratégiai fontosságú erődítményt (például Misztrát) feladni, mielőtt szabadon engedték volna.

## Következmények
A pelagoniai csata révén a negyedik keresztes hadjárat nyomán létrejött keresztes államok közül addig legerősebb Akháj Fejedelemség jelentéktelen nikaiai hűbéres tartománnyá vált. Ióannész Palaiologosz még Thébát is elfoglalta. A meggyengült fejedelemség hatalmi pozícióját az Athéni Hercegség vette át. Bukását kihasználva Palaiologosz Mihály elfoglalhatta Konstantinápolyt.

## Történelmi források
A csatáról a már említett, kétséges hitelű Moreai krónikája mellett a kortárs görög Geórgiosz Pakhümerész, Geórgiosz Akropolitész és a később alkotó Niképhorosz Grégorasz és Geórgiosz Szphrantzész közöl adatokat.